# Montels (Hérault)
Montels – miejscowość i gmina we Francji, w regionie Oksytania, w departamencie Hérault.
Według danych na rok 1990 gminę zamieszkiwały 134 osoby, a gęstość zaludnienia wynosiła 18 osób/km² (wśród 1545 gmin Langwedocji-Roussillon Montels plasuje się na 769. miejscu pod względem liczby ludności, natomiast pod względem powierzchni na miejscu 881.).